# WebCite
WebCite is een niet-commerciële archiveringsdienst, opgericht om belangrijk wetenschappelijk en didactisch materiaal van websites te archiveren door het maken van opnames op het moment dat een blogger, geleerde of Wikipediaan naar de pagina heeft verwezen. De langdurige opslag van de opnames van een pagina maken het mogelijk zelfs na de verwijdering van de bronpagina de geciteerde bronnen te kunnen raadplegen op de website van WebCite.